# سیارک ۴۰۵۹
سیارک ۴۰۵۹ (به انگلیسی: 4059 Balder، نامگذاری:1987SB5) چهار هزار و پنجاه و نهمین سیارک کشف شده‌است که در ۲۹ سپتامبر ۱۹۸۷ کشف شد.
قدر مطلق سیارک برابر ۱۲٫۰۰ است.